# جب الأعمى
جب الأعمى  قرية سوريّة تتبع إداريّاً لمحافظة حلب منطقة جبل سمعان ناحية تل الضمان، بلغ تعداد سكانها 426 نسمة حسب التعداد السكاني لعام 2004.